# A Few Less Men
A Few Less Men es una película de comedia de aventuras australiana de 2017 dirigida por Mark Lamprell y escrita por Dean Craig. Es una secuela de A Few Best Men (2011).

## Reparto
- Xavier Samuel como David Locking
- Dacre Montgomery como Mike
- Kris Marshall como Tom
- Kevin Bishop como Graham
- Ryan Corr como Henry
- Saskia Hampele como Angie
- Deborah Mailman como El sargento Simpson
- Sacha Horler como La guardabosques Ruth
- Jeremy Sims como Pilot Pidgeon
- Shane Jacobson como Mungus
- Darren Gilshenan como Eric
- Pip Edwards como Janet
- Lynette Curran como Maureen

## Producción
El rodaje tuvo lugar en Australia Occidental .